# (34858) 2001 TW44
2001 TW44 (asteroide 34858) é um asteroide da cintura principal. Possui uma excentricidade de 0.21894500 e uma inclinação de 7.43754º.
Este asteroide foi descoberto no dia 14 de outubro de 2001 por LINEAR em Socorro.